# Puya cajasensis
Puya cajasensis — вид квіткових рослин родини бромелієвих (Bromeliaceae).

## Поширення
Поширений на півдні Еквадорі. Росте в парамо — альпійських луках на високогір'я Анд.

## Опис
Багаторічна монокарпна трав'яниста рослина з прямим стеблом заввишки до 0,5 м. Суцвіття сферичне до коротке циліндричне. Квіти завдовжки до 15 см, діаметром 4 см. Плід — яйцеподібна коробочка, приблизно 1,5 см завдовжки.